# 스즈키 리오
스즈키 리오(일본어: 鈴木 梨央, 2005년 2월 10일 ~ )는 일본의 배우이다.
사이타마현 출신. 조비 키즈 프로모션 소속.

## 개요
2010년에 5살 때부터 연예 활동을 시작하였다. 연예 활동을 시작한 계기는, 드라마 《마더》에 출연한 배우 아시다 마나처럼 되고 싶다고 생각해, 이와 같은 소속사에서 오디션을 본 것이다.
2012년에 TV 드라마 《개구리 왕녀님》으로 데뷔하였고, 2015년에는 《오빠, 가챠》로 연속 드라마 첫 주연배우로 활약하게 된다..

## 출연

### 드라마
- 개구리 왕녀님 (2012년 4월 ~ 6월, 후지 TV) - 미나가와 리코 역
- 대하드라마 야에의 벚꽃 (2013년, NHK) - 니이지마 야에(어린 시절) 역
- Woman (2013년 7월 ~ 9월, 닛폰 TV) - 아오야기 노조미 역
- 킨다이치 코스케VS아케치 코고로 (2013년 9월 23일, 후지 TV) - 마사키 타마오 역
  - 킨다이치 코스케VS아케치 코고로 다시 (2014년 9월 29일)
- 만물점집 음양사에 어서 오세요 제1화 (2013년 10월 8일, 후지 TV) - 사토미 유미카 역
- 내일, 엄마가 없어 (2014년 1월 ~ 3월, 닛폰 TV) - 주연·마키(돈키) 역
- 화이트 라보~경시청 특별 과학 수사반~ 제5화 (2014년 5월 12일, TBS) - 하나무라 미유키 역
- 최강의 여자 (2014년 10월 5일, MBS) - 키리하라 마이 역
- 오빠, 가챠 (2015년 1월 ~ 3월, 닛폰 TV) - 주연·시즈쿠이시 미코 역
- 기묘한 이야기 25주년 스페셜·봄~인기 만화가 경연 편~ 〈면〉 (2015년 4월 11일, 후지 TV) - 주연·오카모토 미라이 역
- 도S 형사 제4화 (2015년 5월 2일, 닛폰 TV) - 마야 역
- 37.5℃의 눈물 (2015년 7월 ~ 9월, TBS) - 아사히나 코하루 역
- 연속 TV 소설 아침이 온다 (2015년 9월 ~ 2016년, NHK) - 시라오카 아사(어린 시절), 시라오카 치요(소녀 시절) 역
- 나를 보내지 마 (2016년 1월 ~ 3월, TBS) - 호시나 쿄코(어린 시절) 역
- 마지막 선물 (2016년 5월 3일, NHK) - 후지키 사나(어린 시절) 역
- 유산 상속 변호사 카키자키 신이치 최종화 (2016년 9월 22일, 요미우리 TV) - 카키자키 미나미 역
- 별 볼 일 없는 아빠, 영웅이 되다! 벼랑 끝! 인정광고맨 분투기 (2016년 12월 29일, TV 도쿄) - 이시바시 사나에 역
- 사랑을 바라는 사람 (2017년 1월 11일, 요미우리 TV)
- 정령의 수호자 시즌2 (2017년, NHK) - 아스라 역

### 영화
- 히마와리와 나의 7일 (2013년, 쇼치쿠)
- 월드워Z (2013년, 토호 토와) - 레이첼 레인 역 (일본어판 더빙)
- 영화 ST 적과 백의 수사 파일 (2015년, 토호) - 도지마 츠바키 역
- 나만이 없는 거리 (2016년, 워너 브라더스 영화) - 히나즈키 카요 역
- 나미야 잡화점의 기적 (2017년, 쇼치쿠) - 미즈하라 세리(어린 시절) 역

### 극장 애니메이션
- 어린 왕자 (2015년, 워너 브라더스 영화) - 주연·소녀 역 (일본어판 더빙)